# Benoît Pourtanel
Benoît Pourtanel (* 12. April 1974 in Ris-Orangis) ist ein ehemaliger französischer Eishockeyspieler und -trainer, der über viele Jahre beim Toulouse Blagnac Hockey Club aktiv war. Sein Bruder Jérôme war ebenfalls ein professioneller Eishockeyspieler.

## Karriere
Benoît Pourtanel begann seine Karriere als Eishockeyspieler bei den Jets de Viry-Châtillon, für deren Profimannschaft er von 1992 bis 1996 – zunächst in der Saison 1992/93 in der Division 1, der zweiten französischen Spielklasse und anschließend drei Jahre lang in der Ligue Magnus – aktiv war. Anschließend spielte er ein Jahr lang in der Division 1 für die Eishockeyabteilung des Athletic Club de Boulogne-Billancourt. Von 1997 bis 2003 spielte der Verteidiger für die Ducs d’Angers in der Ligue Magnus, wobei er von 2001 bis 2003 Mannschaftskapitän in Angers war. Anschließend stand er zwei Jahre lang für den Spitzenverein Dragons de Rouen auf dem Eis, mit dem er 2004 und 2005 jeweils die Coupe de France, den französischen Pokalwettbewerb, gewann. 
Ab 2005 war Pourtanel Spielertrainer beim Toulouse Blagnac Hockey Club, mit dem ihm in der Saison 2009/10 der Aufstieg in die Division 1 gelang. 2013 beendete er seine aktive Karriere endgültig und betreute das Team bis 2021 in verschiedenen Funktionen, unter anderem als Trainer und Manager. Seit 2023 ist er Cheftrainer beim CH Jaca.

### International
Für Frankreich nahm Pourtanel im Juniorenbereich an der U18-Junioren-B-Europameisterschaft 1992 sowie den U20-Junioren-B-Weltmeisterschaften 1993 und 1994 teil. Im Seniorenbereich stand er im Aufgebot seines Landes bei den Olympischen Winterspielen 2002 in Salt Lake City, dem Qualifikationsturnier für die Olympischen Winterspiele 2002 und bei der B-Weltmeisterschaft 2002.

## Erfolge und Auszeichnungen
- 1993 Aufstieg in die Ligue Magnus mit den Jets de Viry-Châtillon
- 2004 Gewinn der Coupe de France mit den Dragons de Rouen
- 2005 Gewinn der Coupe de France mit den Dragons de Rouen
- 2010 Aufstieg in die Division 1 mit dem Toulouse Blagnac Hockey Club